# دينيس بتروف
دينيس بتروف (الروسية: Петров, Денис Алексеевич) هو متزلج فني روسي، ولد في 3 مارس 1968 في سانت بطرسبرغ في روسيا.

## وصلات خارجية
- دينيس بتروف على موقع اللجنة الأولمبية الدولية (الإنجليزية)
- دينيس بتروف على موقع أوليمبيديا (الإنجليزية)